# Podarcis tiliguerta
Lézard tyrrhénien
Espèce
Synonymes
- Lacerta tiliguerta Gmelin, 1789
- Lacerta muralis toro Mertens, 1932
- Lacerta tiliguerta ranzii Lanza, 1966
- Lacerta tiliguerta eiselti Lanza, 1972
- Lacerta tiliguerta grandisonae Lanza, 1972
- Lacerta tiliguerta maresi Lanza, 1972
- Podarcis muralis contii Lanza & Brizzi, 1977

Statut de conservation UICN

 LC  : Préoccupation mineure
Podarcis tiliguerta, le Lézard tyrrhénien, est une espèce de sauriens de la famille des Lacertidae endémique de la Corse et de la Sardaigne, où on le rencontre dans de multiples habitats comme les plages, maquis, forêts clairsemées, et également les constructions humaines. Il y cohabite avec un autre lézard endémique Podarcis siculus, en concurrence avec lui dans certaines zones et avec lequel il peut s'hybrider. C'est un lézard de 20 cm de long, dont la queue représente les deux tiers de la longueur du corps. Les femelles sont marron avec des raies dorso-latérales pâles, et les mâles peuvent tirer vers le vert sur le dos et les flancs. Ces derniers présentent des points bleus. C'est un animal diurne qui se nourrit principalement d'invertébrés. La femelle pond six à douze œufs qui mettent deux mois et demi à éclore. Ce lézard compte une dizaine de sous-espèces, et n'est pas considéré comme menacé.

## Description
Le Lézard tyrrhénien mesure jusqu'à 20 cm de long, dont deux tiers de queue. Il a un corps assez rond, avec des écailles lisses légèrement carénées et généralement convexes.
Les femelles sont en général marron avec des raies dorso-latérales pâles, bordées d'une ligne ou d'une rangée de points. Les mâles peuvent aussi être marron mais sont le plus souvent verts sur le dos et/ou les flancs. Les flancs sont généralement réticulés et présentent parfois des points bleus. La queue peut parfois être bleue.

Le dessous du corps est blanc, jaune, orange voire rouge, et la teinte vive n'est parfois présente que près de la gorge.
Il existe une forte variabilité chez certaines populations (en motifs et en taille), en particulier sur les petits îlots. Il existe des variations de couleurs, et on peut voir par exemple des individus totalement réticulés ou des individus presque sans marques, ou certains très sombres − presque mélanisés. L'iris de l'œil est jaune-orangé.

## Répartition et habitat

Distribution

Cette espèce se rencontre en Sardaigne et en Corse. Elle se rencontre du niveau de la mer à 1 800 m. Elle est absente des zones à faible végétation de basse altitude (secteurs cultivés de la côte orientale), ainsi que du plateau de Bonifacio, qui sont plus favorables à certaines sous-espèces de Podarcis siculus. Dans les zones moins favorables à cette dernière les deux espèces cohabitent. Sa présence se raréfie à partir de 1 600 m. En dehors de ces zones il est très présent et fréquente une grande variété de milieux : plages, maquis, forêts clairsemées, et également les constructions humaines.
Parmi les 10 sous-espèces référencées 8 se rencontrent en Corse − en général des populations restreintes à un ou quelques îlots − et 2 en Sardaigne, à savoir P. t. ranzi et P. t. toro.

## Biologie, mœurs
C'est un reptile diurne et ovipare, qui peut vivre jusqu'à 10 ans. Les mâles sont en général territoriaux mais peuvent se tolérer quand il y a peu d'espace comme sur certains petits îlots, où l'on peut avoir jusqu'à 10 lézards par mètre carré. Très agile, il escalade les roches pour se chauffer au soleil.
Il n'hiberne pas et reste actif tout l'hiver, mais son activité se ralentit, en particulier lorsque l'hiver est rude ou en altitude où les températures sont plus fraiches.

### Alimentation
Ce lézard est insectivore, ce qui constitue une alimentation typique des Podarcis. Il consomme des insectes, des araignées ou des myriapodes de petite taille.

### Reproduction
Les deux partenaires s'accouplent en avril ou mai, et la femelle pond six à douze œufs qui mettent deux mois et demi à éclore. Les œufs mesurent de 10 à 12 mm, et les petits environ 5  à   6 cm à la naissance, queue comprise.
Des cas d'hybridation naturelle entre cette espèce et l'espèce Podarcis siculus sont rapportées, en tout cas en Sardaigne.

### Particularités
Il semble que cette espèce présente un taux élevé de polydactylie (présence d’un ou plusieurs doigts supplémentaires) dans les populations sardes étudiées, phénomène rare chez les lézards.

## Liste des sous-espèces
Selon The Reptile Database (18 mars 2013) :
- Podarcis tiliguerta contii Lanza & Brizzi, 1977
- Podarcis tiliguerta eiselti (Lanza, 1972)
- Podarcis tiliguerta granchii Lanza & Brizzi, 1974
- Podarcis tiliguerta grandisonae (Lanza, 1972)
- Podarcis tiliguerta maresi (Lanza, 1972)
- Podarcis tiliguerta pardii Lanza & Brizzi, 1974
- Podarcis tiliguerta ranzii (Lanza, 1966)
- Podarcis tiliguerta rudolphisimonii Brizzi & Lanza, 1975
- Podarcis tiliguerta tiliguerta (Gmelin, 1789)
- Podarcis tiliguerta toro (Mertens, 1932)

## Confusion possible avec d'autres lézards
Le Lézard tyrrhénien ressemble beaucoup au Lézard des murailles (Podarcis muralis), mais ce dernier n'est pas présent en Corse et Sardaigne.

Il ressemble également à certaines sous-espèces de Podarcis siculus (en particulier P. s. cetti) qui présentent des marbrures similaires sur le dos, mais ces marbrures sont en général peu présentes à l'arrière du corps. De plus chez le Lézard tyrrhénien la gorge est tachetée alors qu'elle est unie chez Podarcis siculus.

Il est enfin également similaire à un autre lézard, Archaeolacerta bedriagae, qui présente toutefois un corps plus aplati, une coloration en points et dont l'iris est gris-vert (et non jaune-orangé, comme chez Podarcis tiliguerta).

## Taxinomie

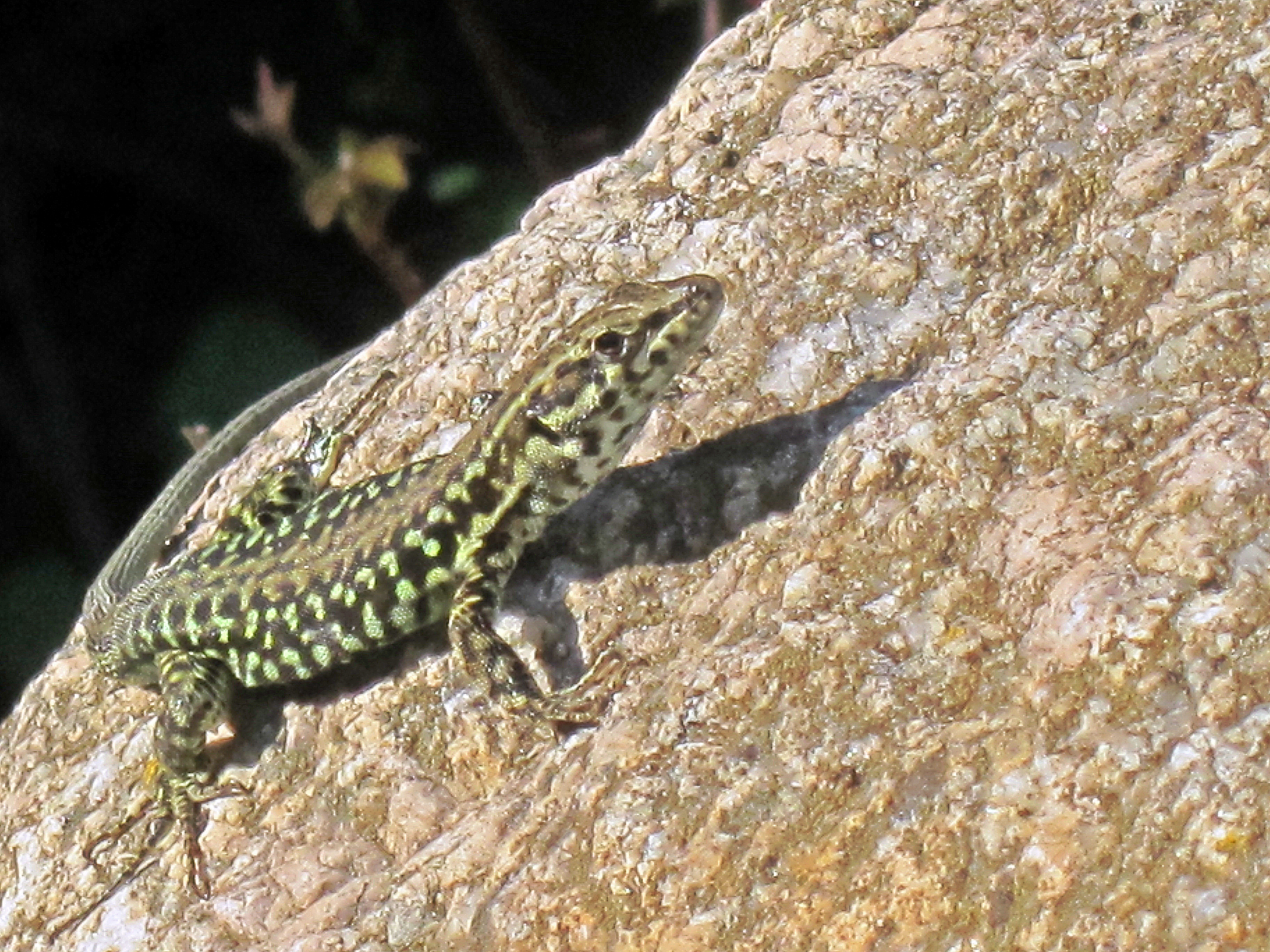
Podarcis tiliguerta

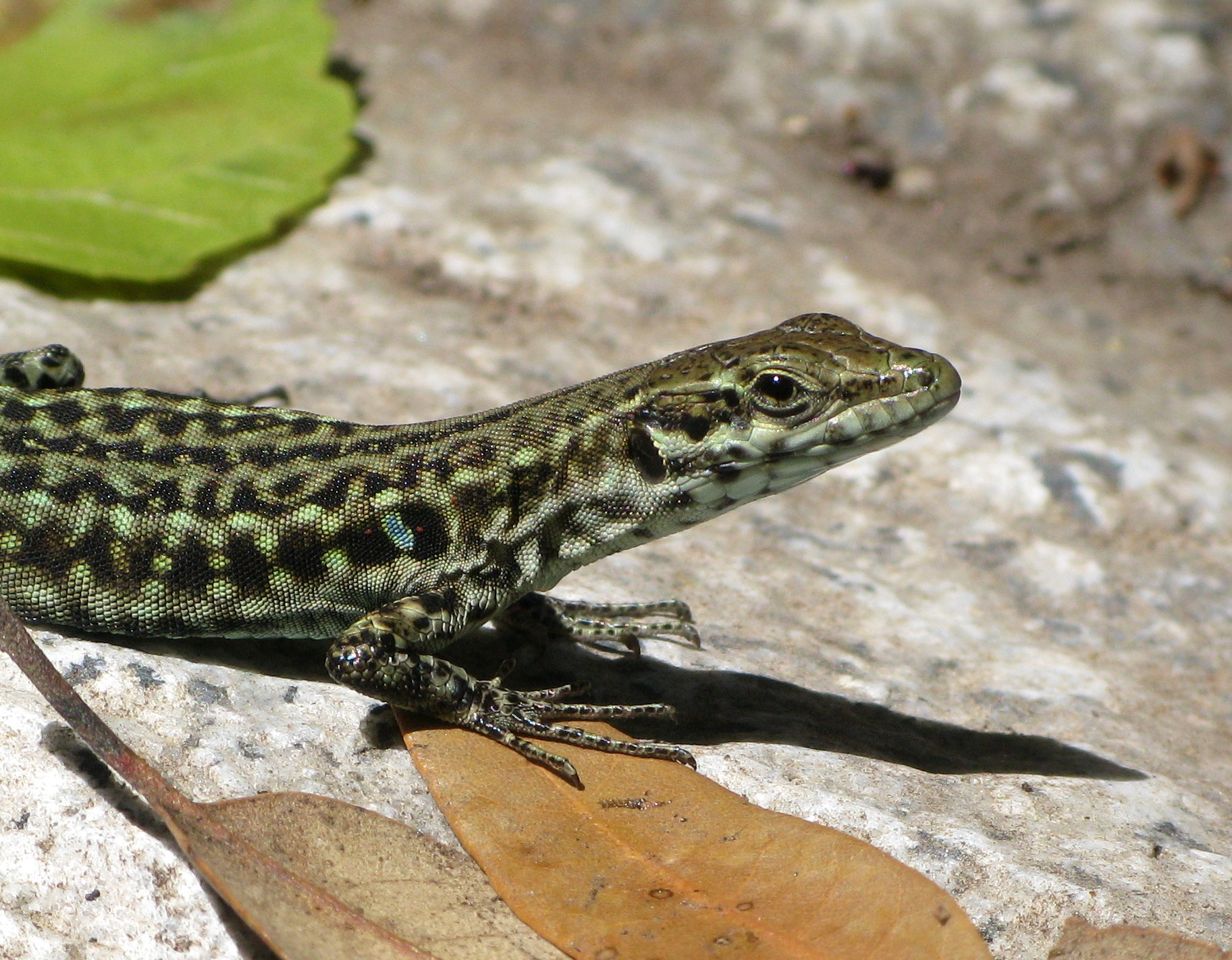
Podarcis tiliguerta - MHNT

Initialement nommée Lacerta tiliguerta par Gmelin en 1789 cette espèce est placée dans le genre Podarcis par Engelmann et al. en 1993.
Il existe une grande différenciation génétique entre les populations de Corse et de Sardaigne. En particulier des analyses génétiques de ces populations indiquent une divergence de l'ordre de 6 % qui devrait justifier l'existence de deux espèces distinctes. Dans ce cas les populations corses changeraient de nom scientifique, puisque les noms valides se rapportent à des spécimens sardes.

## Menaces et protections
L'espèce est classée comme « Préoccupation mineure » (LC − Least Concern) par l'UICN ainsi que par le comité français de l'UICN et n'est donc pas considérée comme en danger. Elle est de toute façon protégée par les lois sur la faune nationale en France et en Italie.
Sa compétition avec Podarcis siculus ne semble pas la mettre en danger, quoique cette situation soit moins propice à P. tiliguerta sur certains îlots de petite taille.

## Étymologie
L'épithète spécifique de cette espèce, tiliguerta, vient de la latinisation du nom sarde de ce lézard.
Son nom vernaculaire fait référence à la mer Tyrrhénienne qui borde la Corse et la Sardaigne.

## Publications originales
- Brizzi & Lanza, 1975 : The natural history of the Macinaggio Islets (northeastern Corsica) with particular reference to their herpetofauna. Natura, vol. 66, no 1/2, p. 53–72.
- Gmelin, 1789 : Caroli a Linné Systema naturae. 13. ed., Tom 1 Pars 3. G. E. Beer, Lipsiae, p. 1033-1516.
- Lanza, 1966 : Su due nuove razze insulari di Lacerta sicula e di Lacerta tiliguerta. Archivio Zoologico Italiano, vol. 51,  p. 511-522.
- Lanza, 1972 : The natural history of the Cerbicale Islands (southeastern Corsica) with particular reference to their herpetofauna. Natura, vol. 63, no 4, p. 345-407.
- Lanza & Brizzi, 1974 : On two new Corsican microinsular subspecies of Podarcis tiliguerta (Gmelin, 1789). Natura, vol. 65, no 3/4, p. 155-193.
- Lanza & Brizzi, 1977 : The lizard of Piana di Cavallo Island (southeastern Corsica): Podarcis muralis contii subsp. nova. Natura, vol. 68, no 3/4, p. 157-165.
- Mertens, 1932 : Zur Verbreitung und Systematik einiger Lacerta-Formen der Apenninischen Halbinsel und der Thyrrenischen Inselwelt. Senckenbergiana, vol. 14, p. 235-259.